# Raoul de Warren
Comte Raoul de Warren (* 5. September 1905 in Lyon; † 5. März 1992 in Paris) war Jurist, Schriftsteller, Historiker und Genealoge. Er war Präsident der „Commission des preuves“ der „Association d’entraide de la noblesse française“.

## Leben
Sein Vater William de Warren war Nachkomme von Jakobiten, die sich 1692, nach dem Sieg der Oranier über König Jakob II. von England in Nancy niederließen. Seine Mutter Marie Seguin war die Enkelin von Marc Seguin, Konstrukteur des ersten Dampfschiffs in Frankreich. Raoul de Warren war mit Marie de Montrichard verheiratet.
Als Student in Nancy 1926 veröffentlichte er sein erstes Werk, ein kurzes psychologisches Drama. 1928 promovierte er in Jura, und 1934 folgte ein zweites Werk, Un jour comme tous les autres, in dem er das Thema Vorahnung behandelt. Als Sachverständiger in Adelsfragen wurde er Präsident der „Commission des preuves“ der „Association d’entraide de la noblesse française“, die sich um verarmte Adlige kümmerte. Darüber hinaus wurde er Generalsekretär der „Fédération française d’Héraldique et de Généalogie“. 1966 gründete er gemeinsam mit Michel de Sachy den „Le Cercle Généalogique de Loir-et-Cher“, den zweitältesten Genealogenzirkel Frankreichs nach dem in Paris.

## Veröffentlichungen

### Als Historiker
- L'Irlande et ses institutions politiques (1928), Doktorarbeit, vom Institut de France ausgezeichnet.
- Histoire du fief de La Rochelle, 1934.
- Grand Armorial de France, 7 volumes, mit Henri Jougla de Morenas, Paris: Les Editions Héraldiques, 1934–1952.
- François Claude, comte de Briqueville, 1936.
- Énigmes et controverses historiques, Les prétendants au trône de France, mit Aymon de Lestrange, S.G.A.F, 1947,
- Comte Roland de Montrichard. Trois siècles de parentés, 1640–1940, S.G.A.F., 1953.
- Les Prétendants au trône de France. Faits nouveaux. Prétendants nouveaux, S.G.A.F, 1955
- Les Pairs de France, sous l’Ancien Régime, les Cahiers nobles, 1958 (Neuausgabe 1998 durch l’Intermédiaire des chercheurs et des curieux).
- Les Pairs de France au XIXe siècle, les Cahiers nobles, 1959 (Neuausgabe 1999 durch l’Intermédiaire des chercheurs et des curieux).
- La Maison de Warren, 1138–1964, 1964 (Réed. sous le titre :  La maison de Warren : 1138-1990, 1990).
- La Seigneurie de Monnet au Comté de Bourgogne, 1962.
- La Terre de Saint-Gervais au Val de Loire, 1965.
- Les Comtes de Blois, Fédération des sociétés françaises de généalogie, d’héraldique et de sigillographie, Cercle généalogique du Centre, 1971.
- Le château de Frontenay au Comté de Bourgogne, Frontenay, 1972.
- Les Prétendants au trône de France, Édition de l’Herne, 1991.

### Als Schriftsteller
- L’énigme du mort-vivant, ou le mystère de la nativité julienne, Bordas, 1947.
- Perdue en mer, in L’énigme du mort vivant, ou le mystère de la nativité julienne, Bordas, 1947.
- La bête de l’apocalypse, Laffont, 1956.
- La pendule, in Opta, Revue Fiction n° 66, 1959.
- Le village assassin, A.E.L.P, 1967.
- Glaces et neiges, bénissez le seigneur in Atlanta n°12, A.E.L.P, 1967.
- La clairière des Eaux-Mortes, Édition de l’Herne, 1980.
- L’insolite aventure de Marina Sloty, Édition de l’Herne, 1981.
- La rue du Mort-qui-trompe, Édition de l’Herne, 1984.
- Et le glas tinta trois fois, Édition de l’Herne, 1989.
- Les portes de l’Enfer, Édition de l’Herne, 1991.

### Weitere Werke
- Les Assurances sociales et l’allocation aux vieux travailleurs en agriculture, les Publications sociales agricoles, 1943.

## Sekundärliteratur
- Edgar Eichmann: Mort de l’écrivain Raoul de Warren, Le Monde, no. 14651 (6. März 1992)